# Jules Vercoutere
Jules Vercoutere (Oostrozebeke, 1 juni 1863 – Izegem, 22 maart 1934) was een Belgisch architect die hoofdzakelijk in Izegem actief was.

## Opleiding en loopbaan
Jules Vercoutere volgt zijn opleiding architectuur aan de Sint-Lucasschool in Gent. Hij wordt er geschoold in de neogotische stijl. Nadien vestigt hij zich in Izegem, waar hij zijn architectenbureau opstart en dat hoofdzakelijk zijn werkgebied wordt. Zijn opdrachten zijn divers: van herenhuizen en fabrieksgebouwen voor industriëlen en politici tot openbare gebouwen en kerkgebouwen voor het stadsbestuur van Izegem en kerkfabrieken.

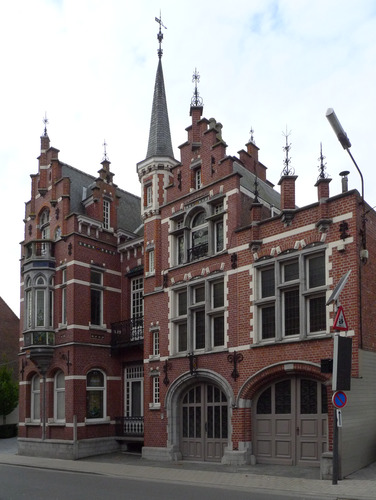
Architectenwoning van Jules Vercoutere in Izegem. Foto genomen door Eelkje Vanderhispallie.

Later vormt hij samen met zijn oudste zoon Walter Vercoutere 'Bureau Technique Vercoutere'. Vader Jules en zoon Walter ontwerpen onder andere in het kader van de wederopbouw van Ieper.

## Projecten
- Ontwerp van zijn architectenwoning uit 1898

Het ontwerp van zijn eigen woning, een herenhuis gelegen in de Baron de Pélichystraat 2 in Izegem, toont duidelijk de neogotische traditie waarvan de stijl van Vercoutere doordrongen is. Later in 1930 wordt het huis uitgebreid met een garage en bibliotheek naar de hand van Carlos Beyaert, die het architectenbureau van zijn zoon Walter overneemt.
- Stedelijke nijverheidsschool

Vercoutere maakt de bouwplannen van de Stedelijke nijverheidsschool in Izegem. Hij wordt enkele weken na de opening van de school in 1901 door het stadsbestuur van Ieper aangesteld als de eerste directeur. Hij geeft er ook lessen bouwkunde. Later worden de gebouwen van de nijverheidsschool ingenomen door het voormalig Nationaal Borstelmuseum.
- Postgebouw in de Baron de Pélichystraat in Izegem
- Kasteel Wallemote en Kasteel Wolvenhof in Izegem, beide gelegen op het Provinciedomein Wallemote-Wolvenhof
- Ontwerp van de oorspronkelijk privékerk Heilig Hart, gelegen in de Roeselaarsestraat 55 in Izegem, uit 1895